# Liacarus externus
Liacarus externus är en kvalsterart som beskrevs av Aoki 1987. Liacarus externus ingår i släktet Liacarus och familjen Liacaridae. Inga underarter finns listade i Catalogue of Life.